# Apatochernes antarcticus knoxi
Apatochernes antarcticus knoxi es una subespecie de arácnido  del orden Pseudoscorpionida de la familia Chernetidae.

## Distribución geográfica
Se encuentra en Nueva Zelanda.